# الماس‌های فرازمینی
علی‌رغم کمیاب بودن الماس‌هایی که در زمین یافت می‌شوند، الماس‌های فرازمینی کاملاً متداول و رایج هستند. این الماس‌ها گاهی حدود تنها ۲۰۰۰ اتم کربن دارند و حتی برخی معتقدند پیدایش آن‌ها به قبل از ایجاد منظومه برمی‌گردد. آزمایش‌های فشار بالا نشان می‌دهد که مقادیر زیادی الماس از متان در سیارات غول‌پیکر یخی اورانوس و نپتون تشکیل شده‌اند، در حالی که برخی از سیارات در سایر منظومه‌های سیاره‌ای ممکن است تقریباً الماس خالص باشند. الماس در ستارگان نیز یافت می‌شود و ممکن است اولین ماده معدنی باشد که تا‌کنون تشکیل شده است.

## شهاب سنگ‌ها

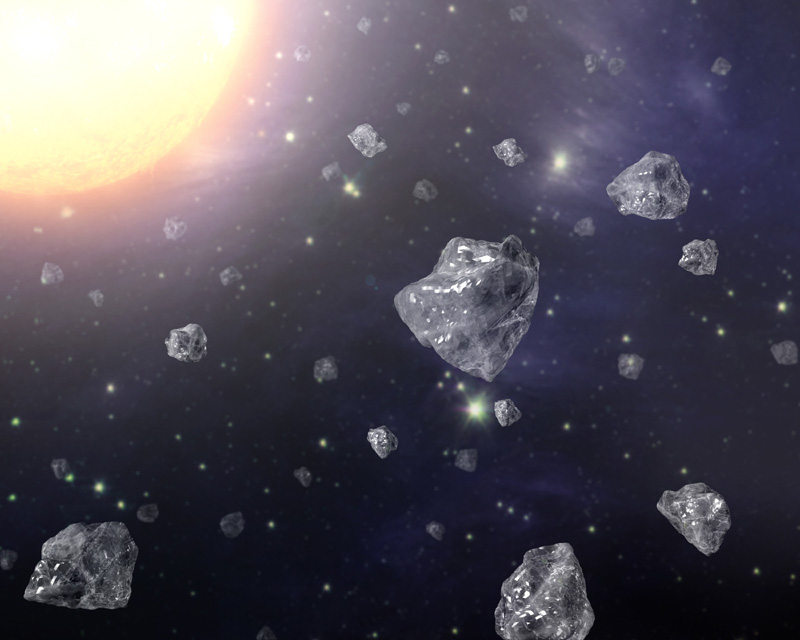
تصور هنرمند از انبوهی از الماس‌های ریز در کنار یک ستاره داغ.

در سال ۱۹۸۷ الماس‌هایی با قطر حدود ۲٫۵ میلیمتر توسط گروهی خاص از دانشمندان پیدا شد. نشانه‌ای که معلوم بود آن‌ها از جای دیگری آمدند، گازهای نفوذی در داخل آن‌ها بود. سابقه پیدایش آن‌ها علی‌رغم یک تاریخ طولانی و خشونت‌آمیز حفظ شد که از زمانی شروع شد که آن‌ها از یک ستاره به محیط بین ستاره‌ای پرتاب شدند، از طریق تشکیل منظومه شمسی گذشتند، در یک جسم سیاره‌ای گنجانده شدند که بعداً به شهاب سنگ‌ها تقسیم شد. و در نهایت روی سطح زمین سقوط کرد
نانو الماس‌ها حدود ۳ درصد کربن و حدود ۴۰۰ قسمت از یک میلیون جرم را در شهاب سنگ‌های آسمان تشکیل می‌دهند. الگوهای ایزوتوپی غیرعادی در دانه‌های کاربید سیلیکون و گرافیت نیز یافت می‌شود. در مجموع آن‌ها به عنوان دانه‌های ماقبل خورشیدی یا دود ستاره‌ای شناخته می‌شوند و خواص آن‌ها مدل‌های سنتز هسته را در ستارگان غول پیکر و ابرنواخترها محدود می‌کند.
تعداد این نانو الماس‌ها در منظومه مشخص نیست. اما تنها بخش بسیار کوچکی از آن‌ها حاوی گازهای نجیب با منشأ پیش از خورشید هستند. مطالعه جداگانه و مجزایی در این باره تا به حال وجود نداشته است. به‌طور متوسط، نسبت کربن ۱۲ به کربن ۱۳ با جو زمین مطابقت دارد در‌حالی که نسبت نیتروژن ۱۴ به نیتروژن ۱۵ با خورشید مطابقت دارد. تکنیک‌هایی مانند توموگرافی کاوشگر اتمی امکان بررسی تک‌دانه‌ها را فراهم می‌کند. کم بودن تعداد اتم‌ها، پیدا کردن منشأ ایزوتوپ‌ها کمی ناممکن است.
کمی ممکن است عجیب باشد که چگونه نانو الماس‌ها همگی در منظومه شمسی تشکیل شده‌اند. در سطح زمین، گرافیت ماده معدنی کربنی پایدار است، در گوشته زمین و در شرایط مهیا با دما و فشار خاص، تنها الماس‌های خیلی بزرگ تشکیل می‌شوند. با این حال، نانو الماس‌ها به اندازه مولکولی نزدیک هستند: یکی با قطر ۲٫۸ نانومتر، اندازه متوسط، حاوی حدود ۱۸۰۰ اتم کربن است. در موادی که معدنی هستند و کوچک هستند، انرژی سطحی حائز اهمیت است و الماس از گرافیت پایدارتر است، زیرا ساختار الماس فشرده تر است. کراس اوور در پایداری بین ۱ تا ۵ است نانومتر حتی در اندازه‌های کوچکتر، انواع دیگری از کربن مانند فولرن‌ها و همچنین هسته‌های الماس پیچیده شده در فولرن‌ها یافت می‌شود.
اوریلیت‌ها غنی‌ترین شهاب‌ سنگ‌های کربن در اطراف زمین هستند و فراوانی وزنی تا ۷ قسمت در هزار دارند.این شهاب‌سنگ‌ها بدن والدین مشخصی ندارند و منشأ آن‌ها بحث‌برانگیز است. الماس‌ها در اوریلیت‌های بسیار شوکه شده رایج هستند و تصور می‌شود که اکثر آن‌ها یا در اثر ضربه برخورد با زمین یا سایر اجسام در فضا به وجود آمده‌اند.: ۲۶۴ با این حال، الماس‌های بسیار بزرگ‌تری در قطعات شهاب سنگی به نام آلماهاتا سیتا یافت شد که در صحرای نوبی سودان یافت شد. این پیش سیاره باید حاوی مواد معدنی حاوی آهن و گوگرد باشد. در سال ۲۰۱۸، با استفاده از تکنولوژی بهینه‌سازی و تحلیل شهاب‌سنگ‌های فرازمینی، نویسندگان به این نتیجه رسیدند که بزرگ‌ترین الماس‌های تشکیل شده در فضا باید از یک پیش سیاره دیگر دست نخورده با اندازه‌ای بین ماه و مریخ آمده باشند. این پیش سیاره باید حاوی مواد معدنی حاوی آهن و گوگرد باشد و قدمت آن بر روی بلورهای ۴٫۵ میلیارد ساله باشد. با این حال، تاکنون هیچ اثر از این پیش سیاره در فضا یافت نشده است.
جالب است که به تازگی اثبات شده است که مولکول‌های حاوی کربن در همه جای دنیا می‌تواند وجود داشته باشد. انتشارات فروسرخ از فضا و رصدخانه فضایی فروسرخ و تلسکوپ فضایی اسپیتزر بر این موضوع صحه گذاشته‌اند. این‌ها عبارتند از هیدروکربن‌های آروماتیک چند حلقه ای (PAHs)، فولرن‌ها و الماسوئیدها (هیدروکربن‌هایی که ساختار کریستالی مشابهی با الماس دارند). ۱۰ کوادریلون قابلیت حمل یک گرم از آن در فضا می‌باشد، این عددی بسیار اعجاب‌انگیز است نکته مهم آن است که به شدت تشخیص آن‌ها از الماس کاری صعب و دشوار و طاقت فرسا است. hors مطالعه‌ای در سال ۲۰۱۴ به رهبری جیمز کنت در دانشگاه کالیفرنیا سانتا باربارا، پخش بودن لایه نازکی از الماس را در سه قاره جهان تأیید کرد. همچنین نویسندگان گفتند که این فرضیه بحث‌برانگیز آن‌ها را تأیید می‌کند که اصابت دنباله داری عظیم با سیاره ما در حدود ۱۳۰۰۰ سال پیش باعث انقراض مگافون‌ها در آمریکای شمالی و پایان دادن به فرهنگ کلوویس در دوره جوانتر دریاس شد. داده‌های نانو الماس گزارش‌شده توسط برخی به عنوان قوی‌ترین شواهد فیزیکی برای فرضیه تأثیر درایاس جوان در نظر گرفته می‌شود. شک برانگیز بودن و بی‌اعتمادی نسبی به این مطالعه نیز از ابتدا مشخص بود. علاوه بر این، بیشتر «نانو الماس» گزارش شده در مرزی به همین اسم اصلاً الماس نیستند، بلکه به عنوان «n-الماس» بحث‌برانگیز گزارش شده‌اند. استفاده از «n-الماس» به عنوان نشانگر ضربه، به دلیل وجود نانوبلورهای مس در رسوبات ایراد بزرگی است که به راحتی می‌توان آن را با «n-الماس» اشتباه گرفت، حتی اگر آن فاز کربن مشکل ساز آن وجود داشته باشد. همه شواهد تأیید کننده این نظریه کاملاً رد شده و مورد قبول نیست.

## سیارات

### منظومه شمسی

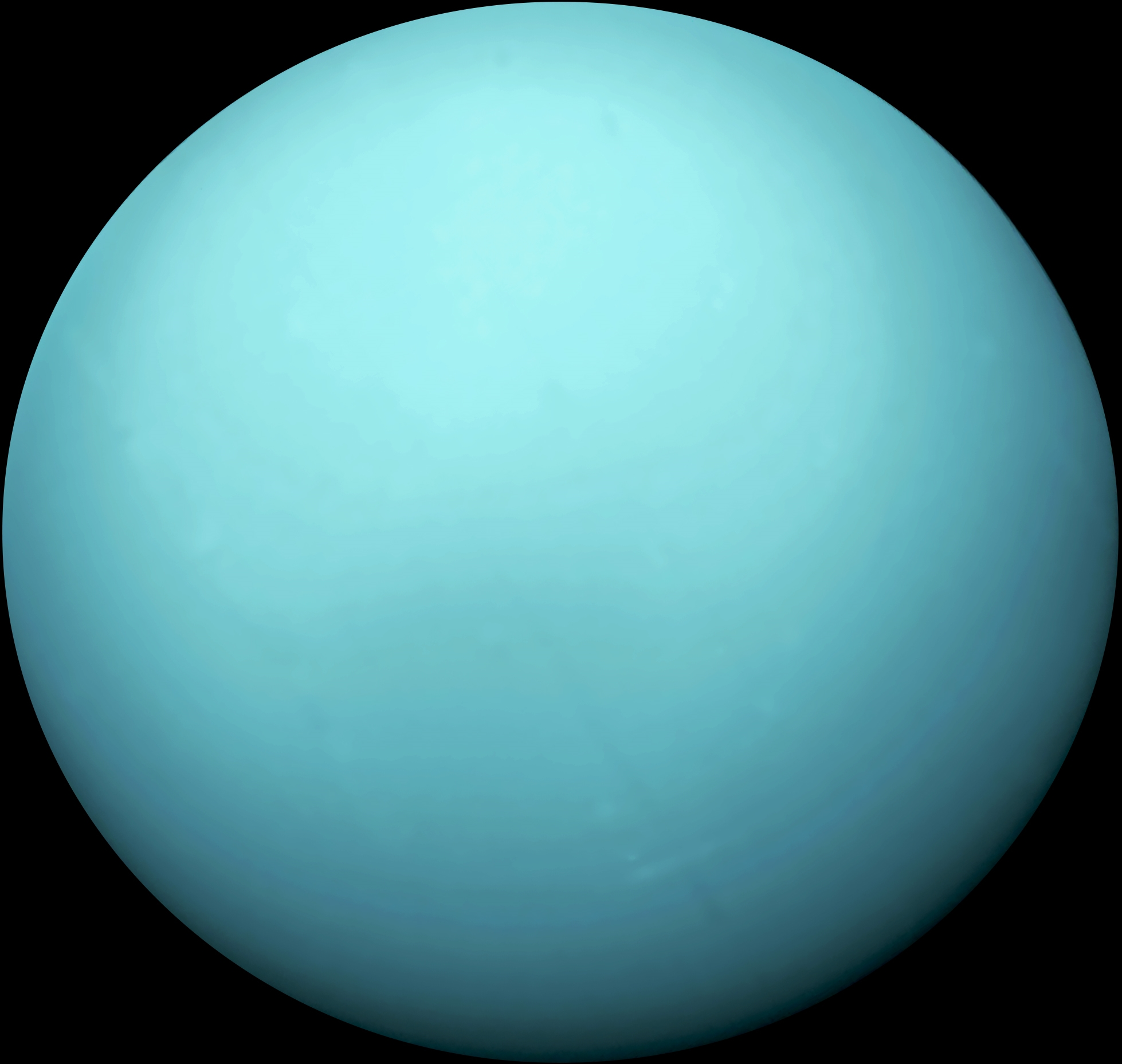
اورانوس، تصویربرداری شده توسط وویجر ۲ در سال ۱۹۸۶.

در سال ۱۹۸ مارتین راس مقاله‌ای تحت عنوان لایه یخ در اورانوس و نپتون و الماس در آسمان؟ را منتشر کرد. در لاورنس لیورمور، او داده‌های حاصل از فشرده‌سازی موج شوک متان (CH4) را تجزیه و تحلیل کرده بود و دریافت که فشار شدید اتم کربن را از هیدروژن جدا می‌کند و آن را آزاد می‌کند تا الماس تشکیل دهد.
مدل‌سازی نظری توسط ساندرو اسکاندولو و دیگران پیش‌بینی کرد که الماس‌ها در فشار بیش از ۳۰۰ گیگا پاسکال (GPa) تشکیل می‌شوند، اما نکته‌ای باید توجه کرد و آن این است که این ماده (متان) در فشارهای پایین‌تر هم امکان مختل شدنش وجود دارد. آزمایش‌های فشار بالا در دانشگاه کالیفرنیا برکلی با استفاده از سلول سندان الماسی هر دو پدیده را در تنها ۵۰ گیگا پاسکال و دمای ۲۵۰۰ کلوین، معادل اعماق ۷۰۰۰ کیلومتری زیر قله‌های ابر نپتون، یافتند. ناپایدار بودن شیمیایی متان در دما و فشار ۲۰۰۰ کلوین و ۷ گیگا پاسکال در آزمایشگاه دانشکده ژئوفیزیک اثبات شد. همچنین غرق شدن تمامی الماس‌های متراکم تر کاملاً محتمل است. این «باران الماس» انرژی بالقوه را به گرما تبدیل می‌کند و به حرکت همرفتی که میدان مغناطیسی نپتون را ایجاد می‌کند کمک می‌کند.
هنوز هم دربارهٔ اینکه چه مقدار نتایج حاصله قابل استناد است وجود دارد. آب و هیدروژن مخلوط شده با متان ممکن است واکنش‌های شیمیایی را تغییر دهد. یک فیزیکدان در مؤسسه فریتز هابر در برلین نشان داد که کربن موجود در این سیارات به اندازه کافی برای تشکیل الماس از ابتدا متمرکز نیست. به دلیل سریع حل شدن الماس، وجود و تشکیل شدن الماس در مشتری و زحل رد شد. جایی که غلظت کربن بسیار کمتر است.

### فراخورشیدی
در منظومه شمسی، سیارات سنگی عطارد، زهره، زمین و مریخ حدوداً ۷۰ تا ۹۰ درصد از جرم آن‌ها از سیلیکات تشکیل شده‌اند. برعکس، ستارگانی که نسبت کربن به اکسیژن بالایی دارند، ممکن است توسط سیاراتی که عمدتاً از کاربید هستند در مدار قرار بگیرند. این سیارات با استفاده از کاربید سیلیکون به عنوان رسانای حرارتی بالاتری و انبساط حرارتی کمتری دارند. این امر منجر به سرد شدن رسانای سریع‌تر در نزدیکی سطح می‌شود، اما کاهش همرفت می‌تواند حداقل به اندازه سیارات سیلیکاتی قوی باشد.
در کنار یک برخ اختر میلی ثانیه ای یکی از سیاره‌ها با نام PSR J1719-1438 b وجود دارد. با وجود از بین رفتن جرم زیادی از خود، چگالی دوبرابر سرب دارد. اعتقاد بر این است که پس از آن که برج اختر بیش از ۹۹ درصد از جرم خود را از بین برد، باقیمانده یک کوتوله سفید است.
55 Cancri e نام سیاره ای شبیه به زمین است که «ابر زمین» به آن گفته می‌شود، ویژگی همچون چرخش به دور خورشید، بین آن و زمین مشترک است، اما شعاع آن دو برابر و جرم آن هشت برابر است. وجود الماس و کربن فراوان در این سیاره توسط دانشمندان کشف شد. با این حال، تجزیه و تحلیل‌های بعدی با استفاده از معیارهای چندگانه برای ترکیب شیمیایی ستاره نشان داد که این ستاره ۲۵ درصد بیشتر از کربن اکسیژن دارد. این باعث می‌شود که احتمال اینکه سیاره خود یک سیاره کربنی باشد کمتر می‌شود.

## ستاره‌ها
کوتوله‌های سفید کاندید سیاره ای مناسبی برای وجود الماس می‌باشد. ترکیبی چند بلوری از الماس به اسم کربنادو، گرافیت، و کربن بی‌شکل، که یکی از سخت‌ترین اشکال طبیعی کربن است، نیز وجود دارد، و می‌تواند از ابرنواخترها و کوتوله‌های سفید ناشی شود. کوتوله سفید BPM 37093، ۵۰ سال نوری (۴٫۷×۱۰۱۴ کیلومتر) واقع شده است. کمی دورتر در صورت فلکی قنطورس، قطری مساوی با عادل ۲۵۰۰ مایل (۴۰۰۰ کیلومتر) دارد. یک هسته الماسی می‌تواند آن را به بزرگ‌ترین الماس جهان تبدیل کند. بعد از این موضوع بود که لقب لوسی به آن داده شد.
در سال ۲۰۰۸، در موسسه کارنگی در واشینگتن دی سی مقاله ای به نام «تکامل مواد معدنی» منتشر شد که در آن تاریخ تشکیل مواد معدنی را بررسی کردند و دریافتند که تنوع مواد معدنی در طول زمان با تغییر شرایط تغییر کرده است. قبل از تشکیل منظومه شمسی، تنها تعداد کمی از مواد معدنی از جمله الماس و الیوین وجود داشت. به دلیل آنکه ستاره‌ها سرشار از کربن می‌باشد و برای تولید الماس نیاز به فشار و دمای به نسبت بالاتری است، کانی‌ها می‌توانند الماس‌های کوچک تشکیل شده در ستارگان باشند.